# 萨里扬
萨里扬（法語：Sarrians，法語發音：[saʁjɑ̃]）是法国普罗旺斯-阿尔卑斯-蓝色海岸大区沃克吕兹省的一个市镇，位于该省中西部，属于卡庞特拉区。

## 地理
萨里扬（44°5'0"N, 4°58'16"E）面积37.49 平方千米，位于法国普罗旺斯-阿尔卑斯-蓝色海岸大区沃克吕兹省，该省份为法国东南部内陆省份，北起德龙省，西北接阿尔代什省，西接加尔省，南至罗讷河口省，东南角与瓦尔省接壤，东临上普罗旺斯阿尔卑斯省。
与萨里扬接壤的市镇（或旧市镇、城区）包括：瓦凯拉斯、贝达里德、库尔泰宗、容基耶尔、博姆德沃尼斯、欧比尼昂、洛里奥勒迪孔塔、蒙特。

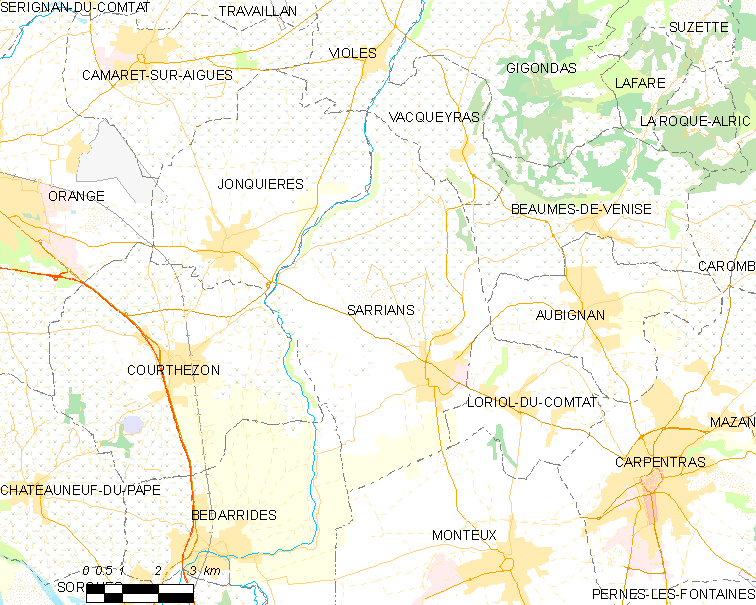
萨里扬的OSM定位图

萨里扬的时区为UTC+01:00、UTC+02:00（夏令时）。

## 行政
萨里扬的邮政编码为84260，INSEE市镇编码为84122。

## 政治
萨里扬所属的省级选区为蒙特县。

## 人口

1962-2008年间萨里扬人口变化图示

萨里扬于2022年1月1日时的人口数量为5834人。